# Agrassó
L'agrassó, riber espinós, groseller espinós o gaixivera o gaixiver (i burbera a les Balears) (Ribes uva-crispa o R. grossularia) és una planta del gènere Ribes originària d'Europa el nord-oest d'Àfrica i el sud-oest d'Àsia. Amb altres espècies forma part del subgènere Grossularia del gènere Ribes, que es diferencia per la presència de nombroses espines i perquè les flors són en curts peduncles i no en raïms. Al sud de la seva zona d'origen viu exclusivament a l'alta muntanya.

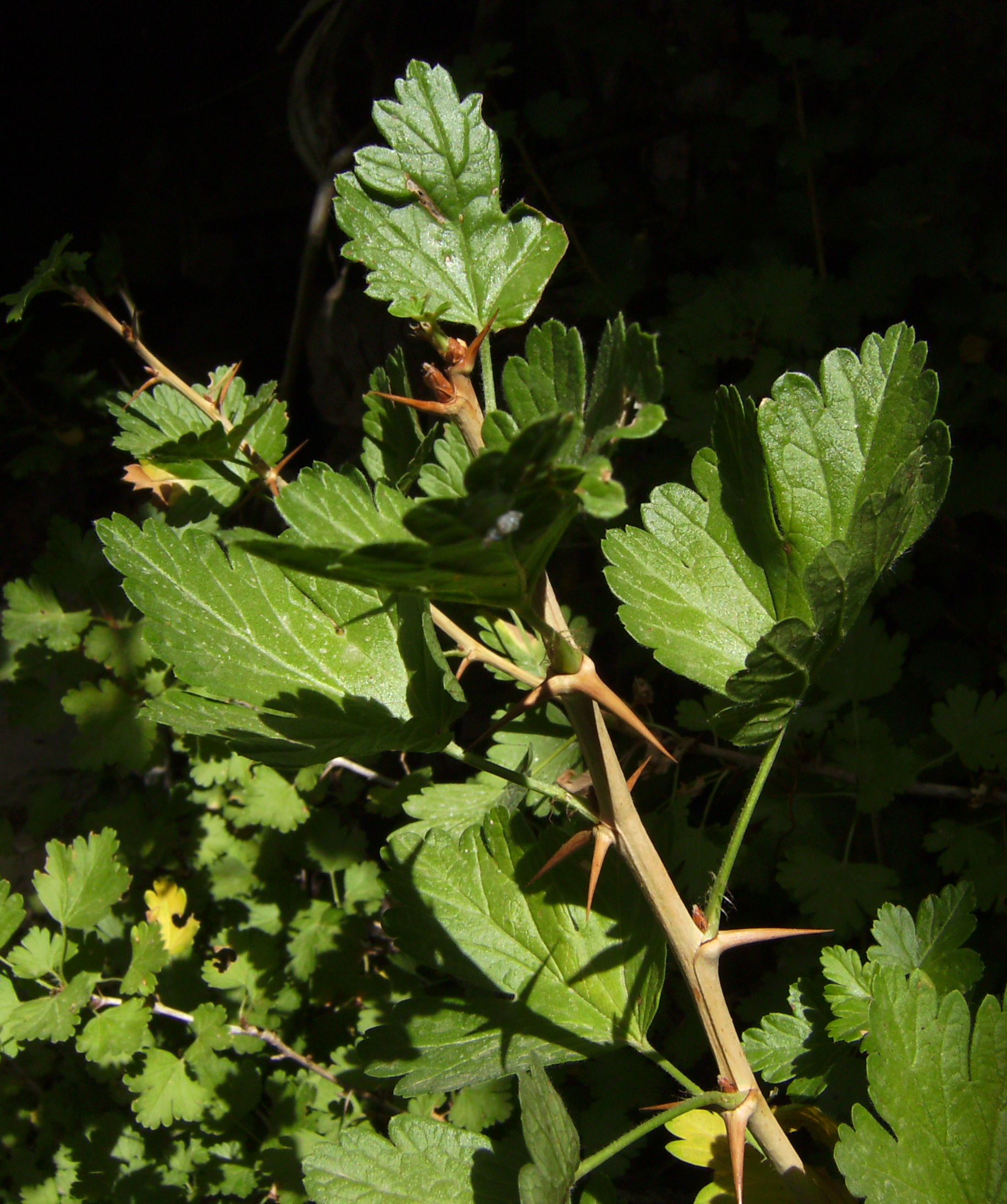
Fulles i espines d'un agrassó cultivat

És un arbust de fins a 3 metres d'alt amb moltes punxes lignificades i vulnerants. Les fulles tenen de 3 a 5 lòbuls. Les flors són poc vistoses i verdoses. Els fruits dits agrassons, ribes blanques, gaixives, groselles espinoses, gallines, raïms de Sant Pere, o burbes (a les Balears) són baies verdoses (o d'altres colors en varietats conreades) més grans que les del groseller vermell i amb la cutícula del fruit més gruixuda.

## Conreu i usos
És un dels fruits que poden conrear-se a altituds i latituds més altes. Prospera a les costes més septentrionals de Noruega més enllà del cercle polar àrtic. Es conrea i és molt popular a la Gran Bretanya i països nòrdics (no li agraden els estius secs i calorosos). La reproducció vegetativa, feta plantant esqueixos llenyosos a la tardor, és molt fàcil. Sembla que la sabor de la grosella espinosa millora amb la latitud, a la zona mediterrània és insípida. Als Països Catalans gairebé no es cultiva.
Normalment no es menja crua sinó que se'n fa sucs, xarops, melmelades i altres elaboracions ensucrades.

## Sinònims
Els que més confiança entre la comunitat científica tenen són els següents:
- Grossularia glandulososetosa Opiz
- Grossularia hirsuta Mill.
- Grossularia intermedia Opiz
- Grossularia pubescens Opiz
- Grossularia reclinata (L.) Mill.
- Grossularia spinosa (Lam.) Rupr.